# Etiopatogenia da hipertensão arterial
Etiopatogenia da hipertensão arterial ou fisiopatologia da hipertensão arterial é o estudo dos mecanismos que ocasionam a doença crónica denominada hipertensão arterial.